# Les Géants (film, 1998)
 (mars 2019).
Si vous disposez d'ouvrages ou d'articles de référence ou si vous connaissez des sites web de qualité traitant du thème abordé ici, merci de compléter l'article en donnant les références utiles à sa vérifiabilité et en les liant à la section « Notes et références ».
Pour les articles homonymes, voir Les Géants.
Pour plus de détails, voir Fiche technique et Distribution.
Les Géants (Among Giants) est un film britannique réalisé par Sam Miller et écrit par Simon Beaufoy, sorti en 1998. Le film se déroule au Yorkshire.

## Fiche technique
- Titre original : Among Giants
- Titre français : Les Géants
- Réalisation : Sam Miller
- Scénario : Simon Beaufoy
- Direction artistique : David Hindle
- Costumes : Stephanie Collie
- Photographie : Witold Stok
- Montage : Paul Green, Elen Pierce Lewis
- Musique : Tim Atack
- Production : Stephen Garrett
- Société(s) de production : British Broadcasting Corporation (BBC)
- Société(s) de distribution : Fox Searchlight Pictures (Royaume-Uni), Diaphana Films (France)
- Pays d’origine :  Royaume-Uni
- Langue originale : anglais
- Format : couleur, 35 mm, son Dolby Digital
- Genre : Comédie dramatique
- Durée : 94 minutes
- Dates de sortie :
  - France : 24 juin 1998
  - Royaume-Uni : 16 novembre 1998 (Festival du film de Londres)

## Distribution
- Pete Postlethwaite : Raymond 'Ray'
- Rachel Griffiths : Gerry
- James Thornton : Steven 'Steve'
- Lennie James : Shovel
- Andy Serkis : Bob
- Rob Jarvis : Weasel
- Alan Williams : Frank
- Emma Cunniffe : Barmaid
- Steve Huison : Derek
- Sharon Bower : Lyn, femme de Ray
- David Webber : Billy
- Alvin Blossom : père de Steve
- Sam Wilkinson : fils de Ray
- Jo Wilkinson : fille de Ray